# 七娘庵
七娘庵，位于中国广东省梅州市丰顺县汤南镇邓屋寨，为丰顺县的一个县级文物保护单位，类型为古建筑，公布时间为1993年4月。
七娘庵的历史年代为明代。1993年4月，丰顺县人民政府认定其为丰顺县文物保护单位。